# Caumont (Eure)
Caumont ist eine französische Gemeinde mit 1.132 Einwohnern (Stand 1. Januar 2022) im Département Eure in der Region Normandie (vor 2016 Haute-Normandie). Sie gehört zum Arrondissement Bernay und zum Kanton Bourg-Achard. Die Einwohner werden Caumontais genannt.

## Geographie
Caumont liegt an der Seine, 19 Kilometer südwestlich von Rouen in der Landschaft Roumois. Umgeben wird Caumont von den Nachbargemeinden Mauny im Norden, Saint-Pierre-de-Manneville im Nordosten, Sahurs im Osten, La Bouille im Südosten, Saint-Ouen-de-Thouberville im Süden und Südwesten sowie La Trinité-de-Thouberville im Westen.

## Bevölkerungsentwicklung
| Jahr                       | 1962 | 1968 | 1975 | 1982 | 1990 | 1999 | 2006 | 2013 | 2020 |
| Einwohner                  | 591  | 605  | 633  | 759  | 951  | 995  | 1005 | 1008 | 1086 |
| Quellen: Cassini und INSEE |      |      |      |      |      |      |      |      |      |

## Sehenswürdigkeiten
- Kirche Notre-Dame-de-l’Assomption
- Kapelle Notre-Dame-de-la-Ronce
- Herberge Le Grande Chouquet Royal aus dem 16. Jahrhundert, Monument historique seit 2004
- Monumentalkreuz, Monument historique seit 1961

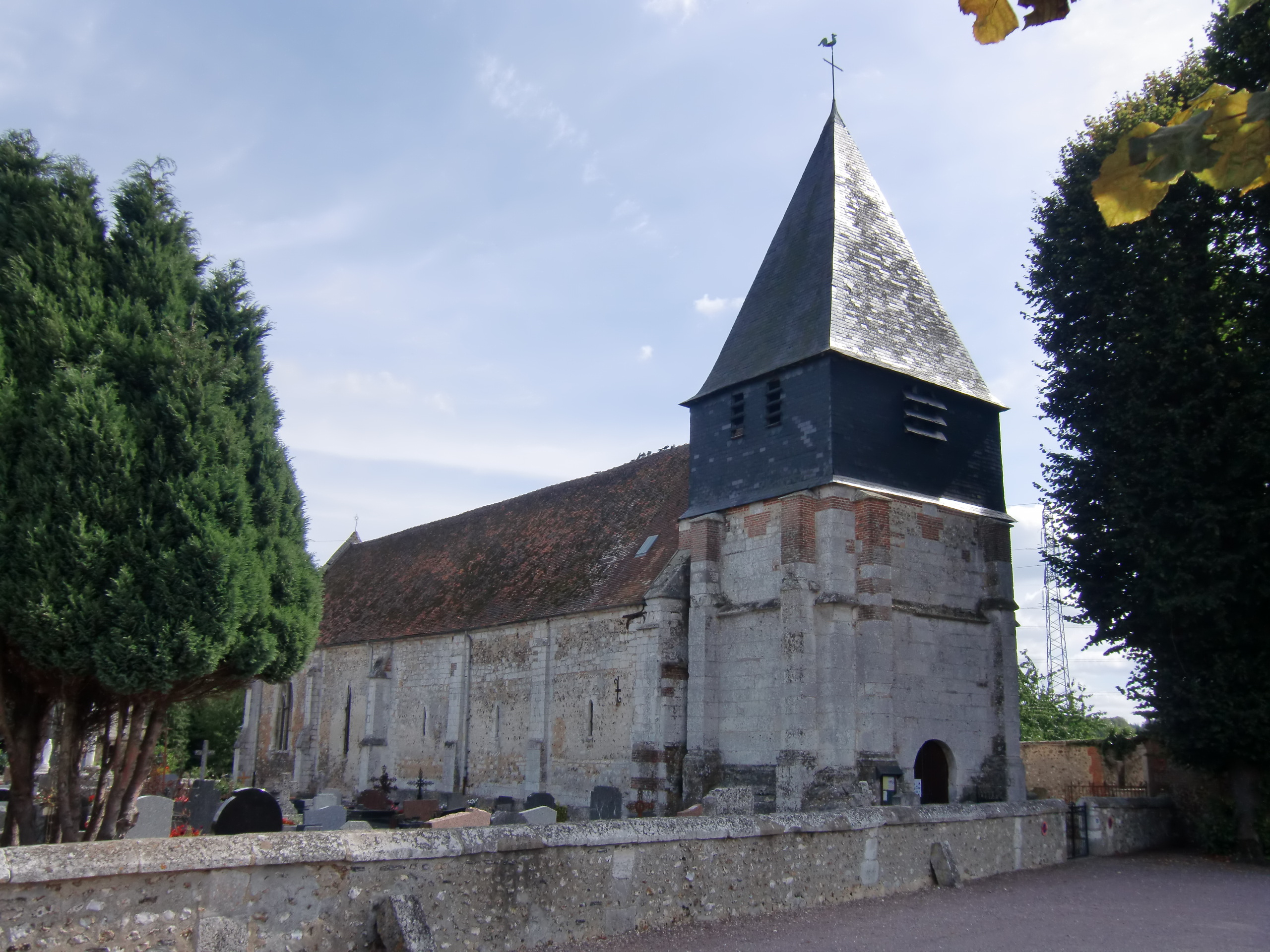
Kirche Notre-Dame-de-l’Assomption
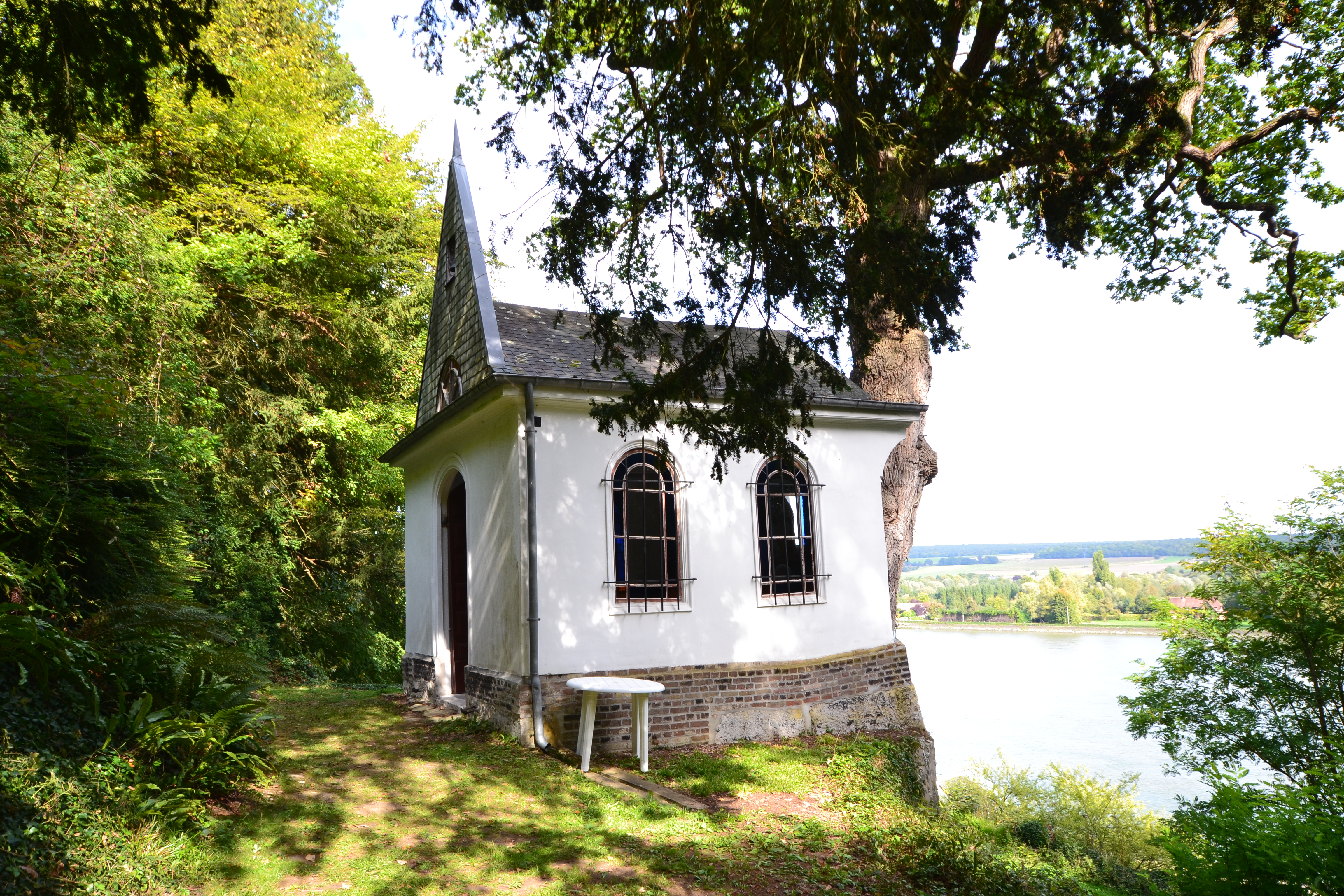
Kapelle Notre-Dame-de-la-Ronce
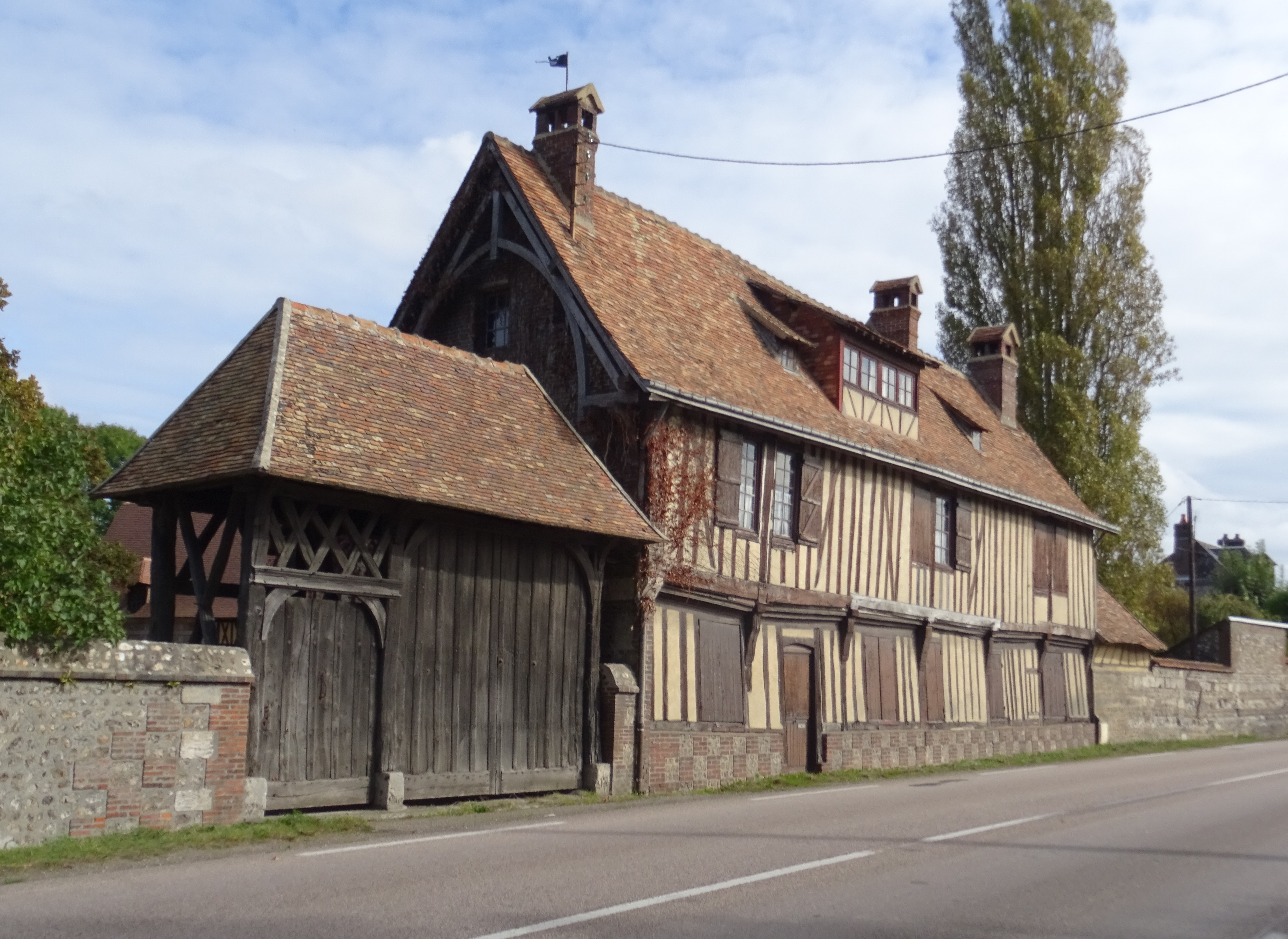
Herberge Le Grand Chouquet Royal